# Liechtenstein na Letnich Igrzyskach Olimpijskich 1948
Liechtenstein na Letnich Igrzyskach Olimpijskich 1948 reprezentowało dwóch zawodników. Był to drugi start reprezentacji Liechtensteinu na igrzyskach.

## Skład kadry

### Lekkoatletyka
Mężczyźni
- Josef Seger - dziesięciobój - nie ukończył
- Gebhard Büchel - dziesięciobój - nie ukończył